# La Montée au fond du cœur
La Montée au fond du cœur est le titre de l'édition des écrits intimes qu'Henri Le Saux a rédigés entre la fin des années 1940 et sa mort, en 1973. Son édition originale française (chez Œil devenu François-Xavier de Guibert ; 1986) préfacée par Raimon Panikkar est une sélection de textes réalisée par le disciple de Le Saux, Marc Chaduc. Celui-ci a jeté l'ensemble des originaux dans le Gange après cette transcription. 